# Bellshill
Bellshill es una localidad situada en el concejo de North Lanarkshire, en Escocia (Reino Unido), con una población estimada a mediados de 2016 de 20 290 habitantes.
Se encuentra ubicada en el centro de Escocia, entre Glasgow, al oeste, y Edimburgo, al este.
Es el lugar de nacimiento de la cantante Sharleen Spiteri (n. 1967).